# محمود عباس
مَحْمُود رِضَا شحادة عَبَّاس وكُنيته أَبُو مَازِن (15 نوفمبر 1935)، الرّئيس الثّاني للسّلطة الوطنيّة الفلسطينيّة منذ 15 يناير 2005م، ورئيس منظمة التّحرير الفلسطينيّة ولا يزال في ذات المنصب؛ حيثُ مدَّد المجلس المركزي لمنظمة التّحرير ولايته الرّئاسية، لحين إجراء انتخابات رئاسية وتشريعية. وكقائد لحركة فتح وقد كان عبَّاس أوّل رئيس وزراء في السّلطة الوطنيّة الفلسطينيّة؛ حيثُ تولّى رئاسة الوزراء جامعًا معها وزارة الدّاخلية في الفترة ما بين مارس إلى سبتمبر 2003. بعد وفاة ياسر عرفات في 11 نوفمبر 2004، أصبح عبَّاس رئيس منظمة التّحرير الفلسطينيّة، ثمّ رشح نفسه لانتخابات الرئاسة الفلسطينيّة 2005م، وفاز في الانتخابات ليكون ثاني رئيس للسّلطة الوطنية الفلسطينيّة منذ إنشائها في عام 1993. لعب عبَّاس دورًا بارزًا في مفاوضات أوسلو عام 1993، وما تلاها من اتفاقيات، ومعاهدات كاتفاق غزة أريحا، واتفاقية باريس 1994م، ضمن مسار التّسوية السّلمية.

## النشأة والتحصيل العلمي
وُلِد مَحْمُود رِضَا عَبَّاس في مدينة صفد في شمال فلسطين وعاش فيها إلى أن اضطر للِّجوء مع عائلته إلى سوريا، بعد الهجوم على المدينة واحتلالها من قِبَل المنظمات اليهودية في نيسان إبريل من العام 1948 لأب يعمل في التجارة. بعد بدء العام الدّراسي السّابع له في صفد عمل مدة عامين لمساعدة أسرته والتحق بعد ذلك بالمدرسة، وأتم المرحلـة الإعدادية وعمل معلماً إذ كان يسمح لخريجي الإعدادية بمزاولة التدريس في سوريا. وصل إلى دمشق لينتقل بعدها إلى مدينة إربد في الأردن لمُدة شهر، إلى أن حضر أخواه الكبار وأمّه من صفد، ليتجهوا جميعًا بعدها إلى سوريا إلى مدينة التل. بعد عدة أشهر انتقلوا إلى دمشق.
تلقّى تعليمه الثّانوي في سُوريا والجامعي في جامعة دمشق، ثم التحق بجامعة القاهرة لدراسة القانون. وفي العام 1982 حصل من الجامعة الرّوسية لصداقة الشّعوب في مُوسكو، معهد الدراسات الشرقية (الاستشراق)، حيثُ حصل على شهادة الدّكتوراه في العلوم السّياسيّة وكانت أطروحته عن «العلاقات السرية بين ألمانيا النازية والحركة الصهيونية» «العلاقة بين قادة النازية وقادة الحركة الصهيونية» الّتي طبعتها دار ابن رشد عام 1984م في كتاب حمل عنوان: الوجه الآخر: العلاقات السرية بين النازية والصهيونية. عملَ في عام 1957 مُديرًا لشؤون المُوظّفين في وزارة التّربية والتّعليم في قطر، زار خلالها الضّفة الغربيّة وقطاع غزة عدّة مرات لاختيار معلمين وموظفين للعمل في قطر، واستمر في عمله حتى عام 1970 حيثُ تفرّغ كليّاً للعمل الوطني.

## المسيرة السياسية

### البداية

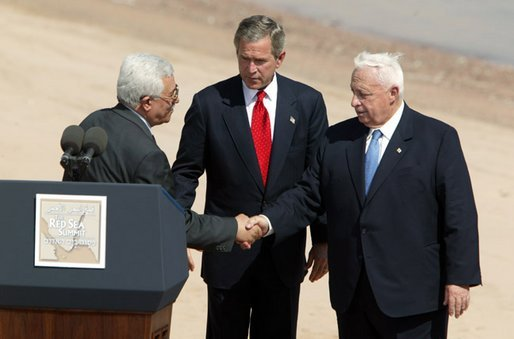
محمُود عبَّاس، والرئيس الأمريكي جورج بوش، والرئيس الإسرائيلي أرئيل شارون، في قمة البحر الأحمر، العقبة، 2003

بدأ عباس نشاطه السّياسي من سُوريا، ثم انتقل إلى العمل مديرًا لشؤون الأفراد في إدارة الخدمة المدنية في قطر ومن هناك قام بتنظيم مجموعات فلسطينيّة واتصل بحركة التّحرير الوطني الفلسطيني (فتح) الّتي كانت وليدة آنذاك. شارك في اللجنة المركزية الأولى لكنه ظلّ بعيدًا عن مركز الأحداث نظرًا لوجوده حينها في العاصمة السورية دمشق بينما كانت قاعدة منظمة التحرير الفلسطينيّة في العاصمة اللبنانية بيروت. ظلّ محمود عضوًا في المجلس الوطني الفلسطيني مُنذ عام 1968، وحصلَ خلال عمله السياسي على الدكتوراه في تاريخ الصهيونية من كلية الدراسات الشرقية في العاصمة الروسية مُوسكو. قادَ عباس المفاوضات مع الجنرال ماتيتياهو بيليد والّتي أدت إلى إعلان مبادئ السّلام على أساس الحلّ بإقامة دولتين والمعلنة في 1 كانون الثاني/يناير 1977، كما كانَ خلال هذه الفترة عضوًا في اللّجنة الإقتصادية لمنظمة التّحرير الفلسطينيّة وهي العضوية التي حصلَ عليها في نيسان/أبريل 1981 حيثُ وتولّى حقيبة الأراضي المُحتلة بعد اغتيال خليل الوزير الملقَّب بأبو جهاد على يدِ المخابرات الإسرائيليّة في تونس العاصمة.
انخرطَ محمود عباس في القيامِ ببعض الواجبات الدبلوماسية، كما قدَّم «تباينًا معتدلًا» بخصوصِ سياسات منظمة التحرير الفلسطينية التي كانت تُوصَف حينها بـ «السياسات الثورية». كان عباس أول مسؤولٍ في منظمة التحرير الفلسطينية يزور المملكة العربية السعودية بعد حرب الخليج الثانيّة في كانون الثاني/يناير 1993 لإصلاحِ العلاقات مع الرياض وباقي دول الخليج العربي بعد أن أدى دعم منظمة التحرير الفلسطينية للعراق خلال الحرب إلى توتر العلاقات. خاضَ محمود عباس في عام 1995 رفقة السياسي الإسرائيلي يوسي بيلين اتفاقياتٍ غير رسميّة أفضت لما عُرفَ إعلاميًا باسمِ «اتفاقية بيلين - أبو مازن» وهي الاتفاقيّة التي كان من المفترض أن تكون إطارًا لاتفاق سلامٍ إسرائيلي فلسطيني مستقبلي. اختيرَ في العام 1996 أمينًا لسر اللّجنة التّنفيذيّة لمُنظمة التّحرير ما جعله الرجل الثاني عمليًا في ترتيبه القيادة الفلسطينيّة وذلك بعدما كان قد عادَ إلى فلسطين في تموز/يوليو من عام 1995.

### رئاسة الوزراء
مع بداية عام 2003 وباتفاقٍ بين الإدارتين الأمريكيّة والإسرائيليّة على عدم مُواصلة المُفاوضات مع ياسر عرفات، سطع نجمُ عبَّاس كبديلٍ لعرفات في عملية التّفاوض خصوصًا أنّ باقي المُؤهلين المحتمَلين للتّفاوض عوضاً عن ياسر مثل مروان البرغوثي كان مسجونًا في السّجون الإسرائيليّة، وبسبب رغبة المُجتمع الدّولي برجلٍ مرنٍ يُعيد إحياء عمليّة التفّاوض. تنامت الضّغوط على ياسر عرفات لتعيينه كرئيسٍ للوزراء، وعلى رغم امتعاض عرفات من فكرة رئاسة الوزراء إلا أنّه عيّنه كرئيسٍ للوزراء في 19 آذار/مارس 2003.
دخلَ عباس في حوار مع فصائل المقاومة الفلسطينية وخاصّة المسلحة منها ولا سيما حركة الجهاد الإسلامي وحركة حماس وذلكَ لأنَّ سياساته كانت تُعارض نهجهم الداعي للمقاوَمة المسلَّحة والذي تصفه تل أبيب وواشطن بـ «النهجِ المتشدد». تعهدَ عباس بدايةً بعدم استخدام القوة أو العنف ضد المنخرطين في فصائل المقاومة المسلَّحة وذلكَ من أجل تجنيبِ البلاد الدخول في حربٍ أهلية مفضّلًا بذلك التفاوضَ معهم، وقد نجحَ جزئيًا في ذلك حيثُ تعهدت فصائل المقاومة وعلى رأسها حركتي الجِهاد وحمَاس باحترام الهدنة الموقَّعة بحكمِ الأمر الواقع وتفضيل المفاوضات والسياسة على الدخول في حروب ومعارك مع إسرائيل. رغمَ كل هذا فقد استمرَّت تل أبيب في شنّ هجماتٍ ضدّ الفلسطينيين كما أقدمَ الجيشُ الإسرائيلي على تنفيذِ عشرات الاغتيالات الممنهجة ضدّ قادة ميدانيين وعسكريين وحتى سياسيين في صفوفِ فصائل المقاومة على اختلافها وهي التي التزمت بالهدنة الموقَّعة من طرفٍ واحدٍ بدفعٍ من عباس. وقدم استقالته أواخر عام 2003.

### رئاسة السلطة ومنظمة التحرير
اعتبرت حركة فتح محمود عباس الخليفة الطبيعي لياسر عرفات عقبَ وفاة الأخير، وفي 25 تشرين الثاني/نوفمبر 2004 وافقَ المجلس الثوري لحركة فتح على عباس كمرشحٍ للانتخابات الرئاسية المقرَّر إجراؤها في 9 كانون الثاني/يناير 2005. دعا عباس في 14 كانون الأول/ديسمبر إلى العودة إلى المقاومة الشعبية السلمية وأسلوب المفاوضات، وقال عباس في تصريحاتٍ لجريدة لشرق الأوسط إنَّ استخدام السلاح من طرفِ فصائل المقاومَة يجبُ أن يتوقف، لكنه إمّا رفضَ أو فشلَ في نزع سلاح المقاومين الفلسطينيين الذين كانوا يتحرّكون في ظلّ فصائل مقاومة مسلَّحة مصنفة من قِبل تل أبيب على أنها «منظمات إرهابية».
تنافس "أبو مازن" مع ستة مرشحين آخرين في انتخابات نُظمت يوم الأحد في 9 يناير 2005 تحت إشراف العديد من المراقبين الدوليين والمحليين الذين شهدوا بنزاهة هذه الإنتخابات. وطرح "أبو مازن" برنامجه الإنتخابي المعروف ببرنامج العمل الوطني والذي يتضمن أربعة عشر عنواناً رئيسياً هي: التمسّك بالثوابت الوطنية، تعزيز الوحدة الوطنية وتفعيل مؤسسات منظمة التحرير الفلسطينية، وقف العدوان الإسرائيلي بكافة أشكاله، التمسك بخيار السلام الاستراتيجي، تعميق العلاقات القومية والدولية، استنهاض طاقات الشعب الفلسطيني في مقاومة الاحتلال، الدفاع عن القدس عاصمة الدولة الفلسطينية، حرية الأسرى والمعتقلين أولوية وطنية وشرط لا غنى عنه لإنجاز السلام العادل، بناء دولة القانون والمؤسسات والمساواة والتسامح، مواصلة مسيرة الإصلاح في مختلف المجالات، إطلاق ورشة لإعادة الإعمار وتنشيط الاقتصاد وتعزيز دور القطاع الخاص، إطلاق خطط تطويرية في مجالات التعليم والصحة والرعاية الاجتماعية والثقافية، حماية حقوق المرأة، رعاية الأجيال الشابة. وخاطب عباس في كلمته حشدًا من المؤيدين الذين كانوا يهتفون: «مليون شهيد» قائلًا أنه يُهدي هذا النصر لروح ياسر عرفات وللشعبِ الفلسطيني وللشهدائنا وكذلك للـ 11 ألف أسير الذين يقبعون في السجون الإسرائيليّة، وعليه أدّى الرّئيس الفلسطيني المُنتخب محمُود عبَّاس اليمين الدّستورية أمام رئيس المجلس التّشريعي الفلسطيني حسن خريشة، وبحضور روحي فتوح رئيس السّلطة الوطنية الفلسطينيّة ونوّاب المجلس في جلسة خاصّة عقدها المجلس التّشريعي بهذا الخصوص يوم 15 يناير 2005.
استمرَّ محمُود عبَّاس في رئاسة السّلطة الفلسطينيّة حتى اليوم (18 أغسطس 2025)، حيثُ أنه وبسببِ الإنقسام الفلسطيني الحاصِل بين الضّفة الغربيّة وقطاع غزة، وأيضًا بسبب الحرب الإسرائيلية على قطاع غزة والّتي شنّتها في نهاية عام 2008 وبداية عام 2009 وعدم سماح الإحتلال الإسرائيلي لسكان مدينة القدس بالتصويت والمشاركة في الإنتخابات الفلسطينية وهذا ما رفضه محمود عباس والذي أجل بدوره عملية الإنتخابات حت اللحظة. جديرٌ بالذكرِ هنا أنَّ المجلس المركزي الفلسطيني قد انتخبَ عباس رئيسًا لدولة فلسطين بتاريخ 23 تشرين الثاني/نوفمبر 2008.
التقى عباس في الثامن من شباط/فبراير 2005 برئيس الوزراء الإسرائيلي أرئيل شارون في قمة شرم الشيخ وأكَّدَ الطرفين التزامهما بخارطة الطريق لعملية السلام ووافقَ شارون على إطلاق سراح 900 أسير فلسطيني من بين 7500 أسيرٍ محتجزٍ في ذلك الوقت، فضلًا عن الانسحابِ من مدن الضفة الغربية. أعلنَ عباس في التاسع من آب/أغسطس 2005 أن الانتخابات التشريعية، التي كان من المقرَّرِ إجراؤها في 17 تموز/يوليو 2005 ستُجرى حتى الخامس والعشرين من كانون الثاني/يناير 2006. استمرَّت الاضطرابات في قطاع غزة، ورغمَ ذلك فقد أكّد عباس من جديدٍ في الخامس عشر من كانون الثاني/يناير 2006 أنه لن يُغير موعد الانتخابات ما لم تمنع إسرائيل الفلسطينيين في القدس الشرقية من التصويت.
جرت الإنتخابات في موعدها المحدَّد سلفًا من رئيسِ السلطة الفلسطينية، وأسفرت عن فوزٍ حركة حماس، وتنفيذاً للقانون كلّف الرئيس حركة حماس بتشكيل الحكومة الفلسطينية العاشرة، برئاسة إسماعيل هنية، وأقسمت اليمين الدستورية أمام الرئيس أبو مازن في آذار مارس 2006، وبقيت هذه الحكومة أقل من سنة لم تستطع خلالها التعامل مع المجتمع الدولي، مما فرض حصاراً عليها وعلى الشعب الفلسطيني كان من نتائجه عدم قدرة السلطة على الوفاء باستحقاقاتها تجاه المواطنين خاصةً دفع الرواتب والمخصصات الإجتماعية وعمل الرئيس "أبو مازن" خلال هذه الفترة على إقناع قيادة حماس بالتحلي بالحكمة التي يتطلبها العمل السياسي، كما لم يدّخر جهداً في التحرك لرفع الحصار وتخفيف آثاره وأعبائه عن كاهل الشعب الفلسطيني.
ونتيجةً للوضع الصعب الذي وصلت إليه الأمور، وحركة الإحتجاج الشعبي ضد الحكومةّ كثَّف الرئيس مشاوراته ودعم الحوار الوطني ما أفضى إلى توقيع اتفاق مكة في 8 فبراير 2007 والذي نتج عنه تشكيل الحكومة الحادية عشرة والتي عُرِفت" بحكومة الوحدة الوطنية". وأدت هذه الحكومة اليمين الدستورية في 17/3/2007 ولكنها لم تعمل سوى أياماً معدودة بسبب الأحداث الأمنية التي تجلّت بالإنقلاب الذي نفذته حماس في 14/6/2007 حيث سيطرت بالقوة العسكرية على كافة مناحي الحياة في قطاع غزة، واحتلت المقار الأمنية هناك.
أعلنت قيادة المجلس المركزي الفلسطيني في 16 كانون الأول/ديسمبر 2009 تمديد ولاية عباس باعتبارهِ رئيسًا للسلطة حتى تتمكن الحكومة من قيامها بإنتخابات تشمل كافة مناطق الدولة بما فيها القدس، فأصبحَ منذ ذلك الحين رئيسًا للمناطق التي تُسيطر عليها السلطة الوطنية في الأراضي الفلسطينية وقطاع غزة، وظلَّ في نفس المنصبِ في الوقتِ الذي استمرَّت فيه حماس في السيطرة على قطاع غزة ورافضةً لشرعيّة عباس، لكنّ حركة المقاومة الإسلاميّة جمَّدت هذا الإعتراض في أيلول/نيسان 2014 لتشكيلِ حكومة وَحْدَة مع حركة فتح.
على جانبٍ آخر فقد أعلنَ عباس استقالته من رئاسة منظمة التحرير الفلسطينية في 22 آب/أغسطس 2015، ولكنه بقي رئيساً لها بسبب رفض المجلس الوطني الفلسطيني على قرار الاستقالة. أُجريت في عام 2021 انتخاباتٌ محليةٌ في فلسطين وسط خلافٍ بين حركة فتح وحركة حماس.

## آراؤه السياسية
- المقاومة السلمية

يُؤكّد كثيراً على أنّه يرفض العنف والعنف المضاد ويدعو للمقاومة السلمية والشعبية، ويؤكد على حق الشعب الفلسطيني أن يقول لا للإحتلال وأن يمارس حقه المشروع في مقوماته.
- القدس

أكد أن القدس الشرقية جزء لا يتجزء من الأراضي الفلسطينية التي احتلتها اسرائئيل عام 1967، وقرار إسرائيل ضم القدس واعتبارها عاصمة لهم هو قرار غير شرعي ومخالف للقانون الدولي، ولا حاجة لتقسيم القدس ويمكن أن تبقى مفتوحة لأتباع كافة الأديان.
- الأمن

يؤكد محمود عباس أن تحقيق السلام هو الطريق الأكيد لتوفير الأمن للمجتمع الفلسطيني وليس العكس، وهو حق سيادي ولا حاجة لوجود عسكري إسرائيلي في أراضي الدولة الفلسطينية المستقلة وخاصة في غور الأردن، لأنه جزء من الأراضي الفلسطينية المحتلة عام 1967. وهو منطقة حيوية واقتصادية للتنمية الفلسطينية.
- الدولة اليهودية

عندما طُلب منه الاعتراف بالدولة اليهودية قام بشطب عبارة الدولة اليهودية واستبدالها بدولة إسرائيل أمام مستشار الرئيس الأمريكي هاري ترومان وقال من غير المعقول أن يكون مطلوباً من الفلسطينين الاعتراف باسم يختلف عن الاسم الذي عُرفت به إسرائيل على مدى السنوات منذ قيامها، وحتى أنه لم يُطلب من الدول العربية التي وقعت اتفاق سلام الاعتراف بيهودية الدولة.
- المستوطنات

أكد محمود عباس أن كل أشكال الاستيطان وبناء المستوطنات الإسرائيلية في الأراضي الفلسطينية المحتلة بما فيها القدس هي غير شرعية ومخالفة للقانون الدولي، وهو لا يسمح أيضاً بإقامة دولة فلسطينية مترابطة وقابلة للحياة والتوصل إلى حل عادل وشامل. وأن الممارسات العدوانية والعنصرية للمستوطنين والتي تستهدف المواطنين الفلسطينيين وممتلكاتهم هيى عقبة كبرى أمام السلام.

## إنجازه الفكري والسياسي
صدر لمحمود عباس عدة كتب ومؤلفات سياسية وفكرية ومن أهمها:
- مباحثات السلام الفلسطينية-الإسرائيلية.
- الاستقطاب الديني والعرقي في إسرائيل.
- إسرائيل وجنوب إفريقيا العنصريين .
- طريق أوسلو.
- سقوط حكومة نتنياهو
- بعضا من الحقيقة.
- تذكرة سفر بدون رجعة.
- اللاجئون الفلسطينيون اليهود.
- المسيرة السياسية في الشرق الأوسط.
- الصهيونية بداية ونهاية.

## العلاقات

### إسرائيل
توصل عباس إلى وقفٍ لإطلاق النار لمدة ثلاثين يومًا بين إسرائيل من جهة وبين حركتي حماس والجهاد الإسلامي من جهةٍ ثانية عام 2005، ومع ذلك فقد شنَّ مقاومون فلسطينيون ردًا على جرائم الإحتلال المتصاعدة في المدن الفلسطينية هجومًا في الثاني عشر من شباط/فبراير واستهدفَ بعض المستوطنات الإسرائيلية. قِيل حينها إنَّ عباس طلبَ بطريقةٍ ما من ضباط أجهزة الأمن الفلسطينية بعدمِ عرقلة هجمات المقاوَمة رغمَ توقيعِ اتفاق وقف إطلاق النار والذي لم تلتزم به إسرائيل أساسًا إلّا في مرات نادرة.
استمرَّ عباس في توجيه الإنتقادات لتل أبيب، حيث صرَّح في التاسع من نيسان/أبريل 2005 ردًا على مقتلِ ثلاثة فلسطينيين في جنوب غزة على يد جنود إسرائيليين بأنَّ العملية كانت «انتهاكًا متعمَّدًا لإتفاق وقف إطلاق النار المعلَن»، وقال عباس في بيانٍ مكتوبٍ أُرسلَ للصحفيين في مدينة رام الله بأنَّ هذا الإنتهاك تم عن قصد، وقد أدلى عباس بهذا التصريحِ بعد وقتٍ قصيرٍ من مقتل ثلاثة صبية فلسطينيين برصاص القوات الإسرائيلية في مدينة رفح جنوب قطاع غزة. زعمت إسرائيل أنَّ الأولاد كانوا يحاولون تهريب أسلحة، في حين ردَّ الفلسطينيون على مزاعمِ الجيش الإسرائيلي مؤكّدين أنَّ مجموعة من الصبية كانوا يلعبون كرة القدم وذهبَ ثلاثةٌ منهم لاستعادتها بالقربِ من السياج الحدودي فاغتالهم جنود الإحتلال دون التحقّق منهم.

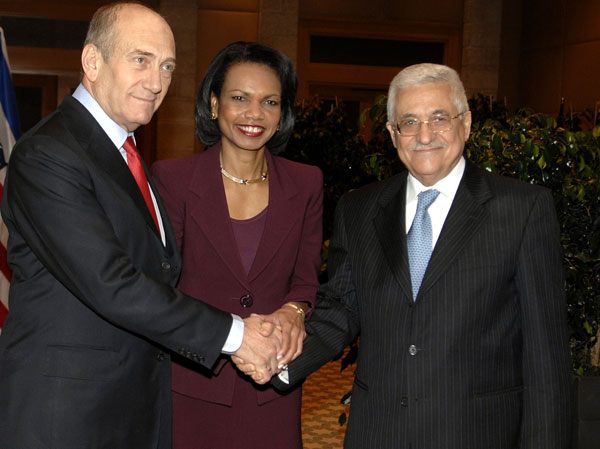
محمود عباس مصافحًا وزيرة الخارجية الأمريكية كوندوليزا رايس ورئيس الوزراء الإسرائيلي إيهود أولمرت.

أعلنَ عباس في 25 تموز/يوليو 2005 أنه سينقل مكتبه إلى مدينةِ غزة حتى الإنسحاب الكامل للقوات الإسرائيلية وذلك من أجلِ تنسيق وتوحيدِ رؤية الجانب الفلسطيني ولعقدِ وساطةٍ بين الفصائل المختلفة. رغمَ كلّ هذا فإنَّ عباس يحتفظُ بعلاقاتٍ جيدة معَ الإسرائيليين ولعلَّه الأقربُ إليهم مقارنةً بباقي قادة فصائل المقاومة، بل وصفهُ إفرايم سنيه الوزير السابق في الحكومة الإسرائيلية بـ «الشريك الأكثر شجاعة لدى إسرائيل». لقد كشفَ إفرايم كيفَ التقى بعباس بعد الانتخابات الإسرائيلية وقُبيل تأدية أولمرت لليمين، وكيف طلبَ رئيس السلطة الوطنية استئناف المفاوضات فورًا مع الحكومة الإسرائيلية الجديدة وأن يتمَّ الاتصال به على الفور مع الاحتفاظِ بجهة اتصالٍ بين الطرفين. أفاد إفرايم سنيه أنه نقل على الفور جوهر اجتماعه معَ عباس إلى مكتب رئيس الوزراء الإسرائيلي، لكنه أُخطرَ من المكتب بأنَّ رئيس الوزراء ليس لديه مصلحة في هذا التواصل أو تعيين جهة اتصال بين عباس وأولمرت. على الرغم من ذلك، فقد أشارَ سنيه إلى مؤتمر أنابوليس الذي انعقدَ بعد عامٍ ونصف من تلك المحادثة، وأنه في أيلول/سبتمبر 2008، توصَّل رئيس الوزراء أولمرت وعباس إلى تفاهماتٍ من شأنها أن تؤدي إلى اتفاقٍ فعلي.
هدَّدَ عباس في الثاني من آذار/مارس 2008 بتعليقِ محادثات السلام مع إسرائيل حينما تعهد رئيس الوزراء الإسرائيلي إيهود أولمرت بالمضي قدمًا في العمليات العسكرية ضد فصائل المقاومة الفلسطينية التي تؤمن بالفعل المقاوِم وبالعمل المسلَّح لتحريرِ فلسطين والتي كانت تستهدفُ جنوب إسرائيل بعشرات الصواريخ محلية الصنع ردًا على جرائم تل أبيب من اغتيالات ممنهجة وعمليات اعتقالٍ واسعة واستمرارٍ في الاستيطان والتوسّع على حسابِ الأراضي والمدن الفلسطينية. عاودَ عباس تهديداته بحلول 20 أيار/مايو 2008 لكنّ تهديده هذه المرة كان مختلفًا حيثُ أعلنَ أنهُ سيستقيل من منصبه إذا لم تُسفر الجولة الحالية من محادثات السلام عن اتفاقٍ من حيث المبدأ في غضون ستة أشهر، وقال أيضًا إن المفاوضات الحالية وصلت في الواقع إلى طريق مسدود.

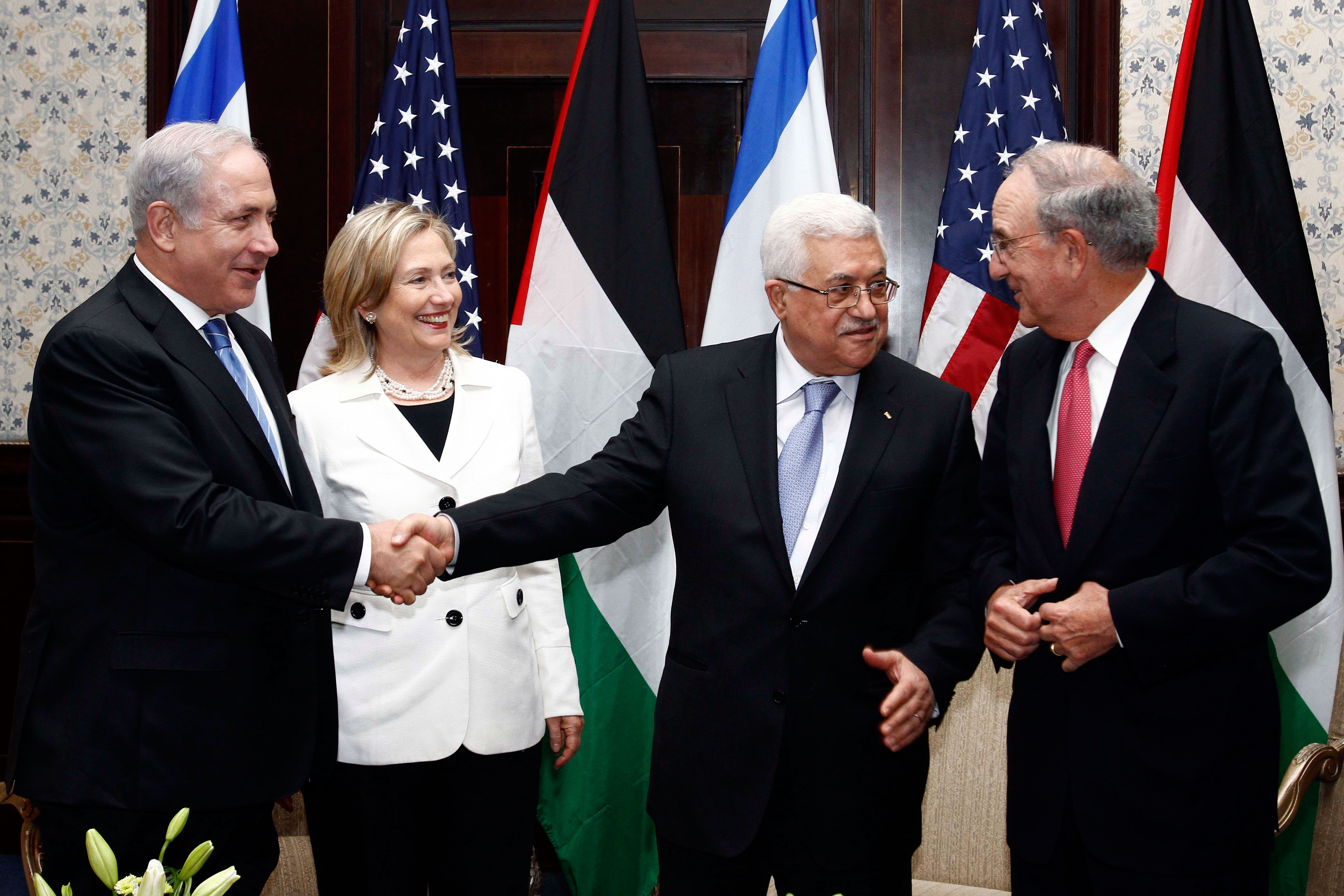
محمود عباس مصافحًا رئيس الوزراء الإسرائيلي بنيامين نتنياهو تحتَ أنظار وزيرة الخارجية الأمريكية هيلاري كلينتون.

سبقَ لعباس وأن أكَّدَ أنه رفض عرضًا إسرائيليًا لإقامة دولة فلسطينية على ما يقربُ من 95% من إجمالي مساحة الضفة الغربية، كما قدَّمَ له أولمرت في أيلول/سبتمبر 2008 خريطةً ترسمُ حدود «دولة السلطة الفلسطينية المقترحة» وهي الحدود التي ستشملُ مدن الضفة الغربية منقوصٌ منها ما نسبته 6.3% والتي ستأخذها إسرائيل لنفسها وتُعوض هذه النسبة بنسبة أخرى في حدودِ 5.8% مأخوذة من المناطق التي احتلَّتها إسرائيل قبل عام 1967، لكنّ عباس رفضَ مجددًا وبشكل قاطعٍ هذه الخريطة، وأصرَّ بدلًا من ذلك على ترسيم حدود 4 يونيو 1967 لتحديدِ حدود دولة فلسطين.
وفقًا لتقرير مجموعة الأزمات الدولية، فإن معظم المسؤولين الإسرائيليين لا يرون عباس شريكًا في السلام، لكنهم يعتبرونه «رصيدًا إستراتيجيًا» لا يهدد إسرائيل ويكره ما وصفته المجموعة في تقريرها بـ «العنف» قاصدةً عمليات المقاومة. فتحدث مثلًا في 23 حزيران/يونيو 2016 أمام البرلمان الأوروبي مستشهدًا بتقريرٍ صحفي يُفيد أن الحاخامات في إسرائيل كانوا يُطالبون بتسميم الآبار الفلسطينية. تراجعَ عباس عن تصريحه هذا في اليوم التالي، معترفًا بأن الادعاء لم يكن صحيحًا وقال إنه لم يكن ينوي إلحاق الأذى باليهودية أو الإساءة إلى الشعب اليهودي في جميع أنحاء العالم، أمَّا رئيس الوزراء الإسرائيلي بنيامين نتنياهو فقد استغلَّ الفرصة ليقول إنَّ تصريح عباس ينشرُ ما يُعرَف بفرية الدم.

### حماس
لطالما شهدت علاقات عباس مع حركة حماس فتورًا ملحوظًا والذي يتحوّل في بعض المرات لتصعيدٍ كبيرٍ بين الطرفين. بداية التوتر الملحوظ بين الاثنين كانت في 25 أيار/مايو 2006 حينما أعطى عباس لحماس مهلة عشرة أيام لقبول ما عُرفَ حينها باسمِ خطوط وقف إطلاق النار لعام 1967. استمرَّ ضغطُ عباس على الحركة التي تتبعُ منهج العمل العسكري على عكسِ عباس الذي يُفضّل العمل السياسي، وفي الثاني من حزيران/يونيو 2006، أعلن عباس مرة أخرى أنه إذا لم تُوافق حماس على وثيقة الأسرى وهي الوثيقة التي تدعو إلى حل الدولتين كحلٍ للقضية الفلسطينية وفقًا لحدود عام 1967 في غضون يومين، فسوف يقدم المبادرة على أنها استفتاء. ماطلت حماس في قبول وثيقة الأسرى فاضطرَّ معها عباس لتمديدِ الموعد النهائي بعد ذلك حتى العاشر من يونيو، وبعد هذا التاريخ بيَّنَ متحدثون باسمِ الحركة أنّ موقفهم من قضية حل الدولتين لن يتغيّر، وأنَّ عباس غير مسموح له أساسًا بحسبِ الدستور بالدعوة إلى استفتاء، خاصة بعد فترة وجيزة من انتخابات كانون الثاني/يناير في العامِ الماضي.
استمرَّت التوترات وبحلول 16 كانون الأول/ديسمبر 2006، دعا عباس إلى انتخاباتٍ تشريعيةٍ جديدةٍ لإنهاء الجمود البرلماني بين فتح وحماس في قضيّة تشكيل حكومة ائتلافية وطنية. شُكِّلَت في الـ 17 من آذار/مارس 2007 حكومة وحدة وطنية فعلًا وضمَّت أعضاءً من حماس وفتح على حدٍ سواء، مع تولي إسماعيل هنية منصبَ رئيس الوزراء، فيما تولى ساسة مستقلون آخرون العديد من الحقائب الوزارية الرئيسية. لم تصمد حكومة الوحدة الوطنية هذه طويلًا، ففي الرابع عشر من حزيران/يونيو 2007 أقدمَ عباس على حلِّ الحكومة التي يقودها هنية القيادي البارز في حماس معلنًا حالة الطوارئ ومعيّنًا سلام فياض مكانه. جاء ذلك في أعقاب تحرك الذراع العسكري لحركة حماس للسيطرة على مواقع تتبعُ للسلطة الفلسطينية. طعنت حماس في تعيين فياض باعتبارهِ تعيينًا غير قانوني، وقالت أنه يجوز للرئيس إقالة رئيس الوزراء، ولكن لا يجوز له تعيين بديلٍ دون الحصول على موافقةٍ من المجلس التشريعي الفلسطيني، وأنه يتوجَّبُ على رئيس الوزراء المُقَال قيادة حكومة تصريف أعمال حتى يُعَيَّنْ رئيس وزراء جديد. لهذا السبب ولأسباب أخرى استمرَّ هنية في منصبهِ رئيسًا للوزراء في قطاع غزة، حيث يعترفُ به عددٌ من الفلسطينيين كرئيسِ وزراء شرعي بالإنابة بما في ذلك أنيس مصطفى القاسم المحامي الدستوري الذي وضع مسودة القانون الأساسي والذي أعلنَ علانيةً أنَّ تعيين عباس لفياض غير قانوني.

وعدَ الاتحاد الأوروبي في 18 حزيران/يونيو 2007 باستئنافِ المساعدة المباشرة للسلطة الفلسطينية، كما حلَّ عباس ما كان يُعرَف بمجلس الأمن القومي. قررت الولايات المتحدة في اليومِ نفسه الذي حلَّ فيه عباس المجلس إنهاء الحظر المفروض على السلطة الفلسطينية لمدة خمسة عشر شهرًا واستئناف المساعدة، في محاولةٍ منها لتقويةِ حكومة عباس في الضفة الغربية، وبعد ذلك بيومٍ واحدٍ قطعت اللجنة المركزية لحركة فتح كل العلاقات والحوار مع حماس بسبب كلّ الخلافات التي حصلت.

آراء وتصريحات محمُود عبَّاس في كاريكاتير، اثناء انتفاضة القدس، 2016

## دينه
في سنة 2012 قال محمُود عبَّاس في مقابلة مع جريدة هاآرتس أنّه ما زال ينتظر اعتذاراً من رئيس الموساد شبتاي شافيت بسبب ادّعائه أنّ محمُود عبَّاس ينتمي للدين البهائي، وقال محمُود عن نفسه أنّه مُسلم مُؤمن، من عائلة مُؤمنين. وفي سنة 2008م أُعلن عن وصول محمُود عبَّاس إلى مكة لأداء فريضة الحج.

## انتقادات
نشرت وكالة رويترز للأنباء لأول مرة سلسلة من المقالات التي كشفت تورّط نجلي رئيس السلطة الفلسطينية في عدة صفقات تجارية. مع تعاظم ثروة أسرة عباس، ركَّزت الجرائد والصحف في العالَم الغربي على مصدرها فنشر الصحفيّ والكاتب جوناثان شانزر مقالًا مفصّلًا في مجلّة فورين بوليسي اقترحَ فيه أربع طرق لكيفَ أصبحت عائلة عباس غنية وثريّة إلى هذا الحد، وفي معرضِ المقالة تحدث عن احتكار العائلة النافذة في الضفة الغربية لبيعِ السجائر الأمريكية الصنع التي تُباع في المدن التي تُسيطر عليها السلطة الوطنية، والتمويل الذي تحصلُ عليه الأخيرة من الوكالة الأمريكية للتنمية الدولية والذي يُفترَض ألّا يذهبَ لجيوب أفراد السلطة، أما الاقتراح الثالث لتفسير ثروة أسرة عباس فهو سيطرتها على مشاريع الأشغال العامة مثل بناء الطرق والمدارس، في حين تلخَّصَ السبب الرابع في سيطرة أفراد السلطة الفلسطينية على مؤسسات البيع بالتجزئة ومثيلاتها.
رفعَ ياسر عباس دعوى تشهير في محكمة بمقاطعة كولومبيا الأمريكية في أيلول/سبتمبر 2012 ضد مجموعة فورين بوليسي (بالإنجليزية: Foreign Policy Group LLC) مالكة المجلة وضدّ جوناثان شانزر كاتب المقالة بدعوى نشرهم لبيانات كاذبة وتشهيرية، حيثُ اتهمَ شانزر بعدم الاتصال به للتعليق على ما وردَ في المقال قبل نشره وعلى اعتماد الكاتب على مصادر معلومات غير جديرة بالثقة كما اتهمه بالتصرفِ بخبث واتباع أجندة محدَّدة ومعيَّنة ضده وضدّ شقيقه المليونير الذي يعيشُ في كندا، كما ادعى ياسر أنه مواطن عادي وليس شخصية عامة. ردًا على هذه الدعوى القضائيّة، قالت المجلة إنّ الهدفَ منها ترهيب منتقدي أسرة عباس ووقف الجدل حول ثروتهم. اعتقدَ بعضُ المحللين حينها أنَّ عائلة عباس لن تمضي في القضية لأنها ستسمحُ لمجلة فورين بوليسي وشانزر بالتعمق في الشؤون المالية والسجلات السرية للسلطة الفلسطينية، لكنّ ياسر رافع الدعوى قرَّر الاستمرار فيها.
رفضَ قاضي المحكمة في أيلول/سبتمبر 2023 الدعوى التي رفعها ياسر عباس معتبرًا إيّاها دعوى قضائية تهدفُ إلى فرض الرقابة على النقاد وترهيبهم وإسكاتهم من خلال تحميلهم عبء تكلفة الدفاع القانوني وكل ذلك حتى يتخلوا عن انتقاداتهم أو معارضتهم، ورغم ذلك فقد قرَّر ياسر من خلال الفريق القانوني الذي عيَّنه استئناف الحُكم.

## الحياة الخاصة
محمود عباس متزوجٌ من أمينة عباس ولدى الثنائي ثلاثة أبناء: أكبرهم كانَ مازن عباس (ومن هنا جاءت كنية محمود بـ «أبو مازن») الذي كان يُدير شركة بناء في الدوحة وتوفي فيها بنوبة قلبية عام 2002 عن عمرٍ ناهز 42 عامًا، أمّا الإبن الثاني فهو ياسر عباس وهو رجل أعمال ومليونير فلسطيني كندي سُمي على اسمِ ياسر عرفات، في حين يُدعى الإبن الأصغر طارق عباس وهو مديرُ أعمال. لعباس ثمانية أحفاد، ستة منهم جزءٌ من المنظمة الشبابيّة التي تُعرَف باسمِ بذور السلام والتي تُحاول جمع الشباب من مناطق الصراعات لمناقشة التعايش السلمي وحلّ الصراعات بما في ذلك الشباب الإسرائيلي.

## وصلات خارجية
- محمود عباس على موقع أرشيف الشارخ
- محمود عباس على موقع IMDb (الإنجليزية)
- محمود عباس على موقع الموسوعة البريطانية (الإنجليزية)
- محمود عباس على موقع مونزينجر (الألمانية)
- محمود عباس على موقع إن إن دي بي (الإنجليزية)
- محمود عباس على موقع قاعدة بيانات الفيلم (الإنجليزية)
- محمود عباس على موقع كينوبويسك (الروسية)